# Demo (antica Grecia)

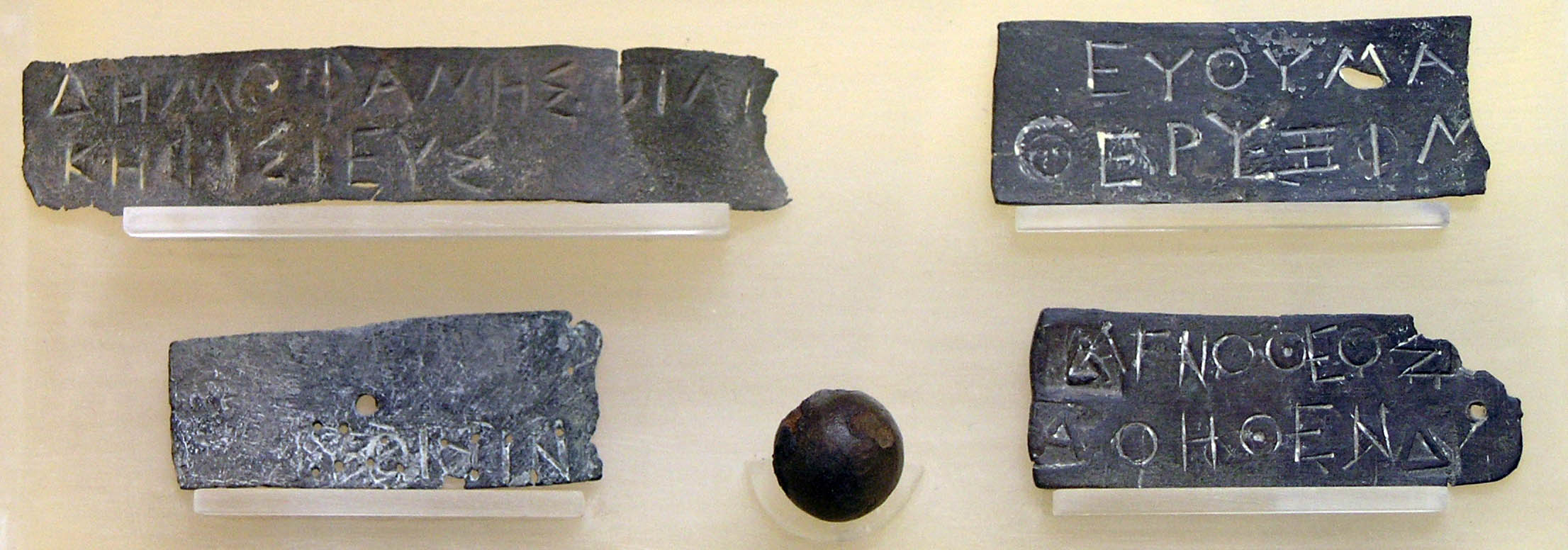
Pinakia identificativi con nome, patronimico e demo, utilizzati per l'estrazione a sorte dei giurati, conservati nel Museo dell'Agorà antica di Atene

Il demo (in greco antico: δῆμος?, dêmos) era una suddivisione del territorio dell'antica Attica, la regione della città di Atene, entrata in vigore con la riforma di Clistene (508/507 a.C.). Secondo le ricerche di John S. Traill, il numero totale dei demi ammontava a 139 (o 142, contando tre demi aggiunti dopo l'epoca di Clistene).

## Organizzazione

Questa mappa mostra le posizioni ipotizzate da John S. Traill per più di 100 demi attici

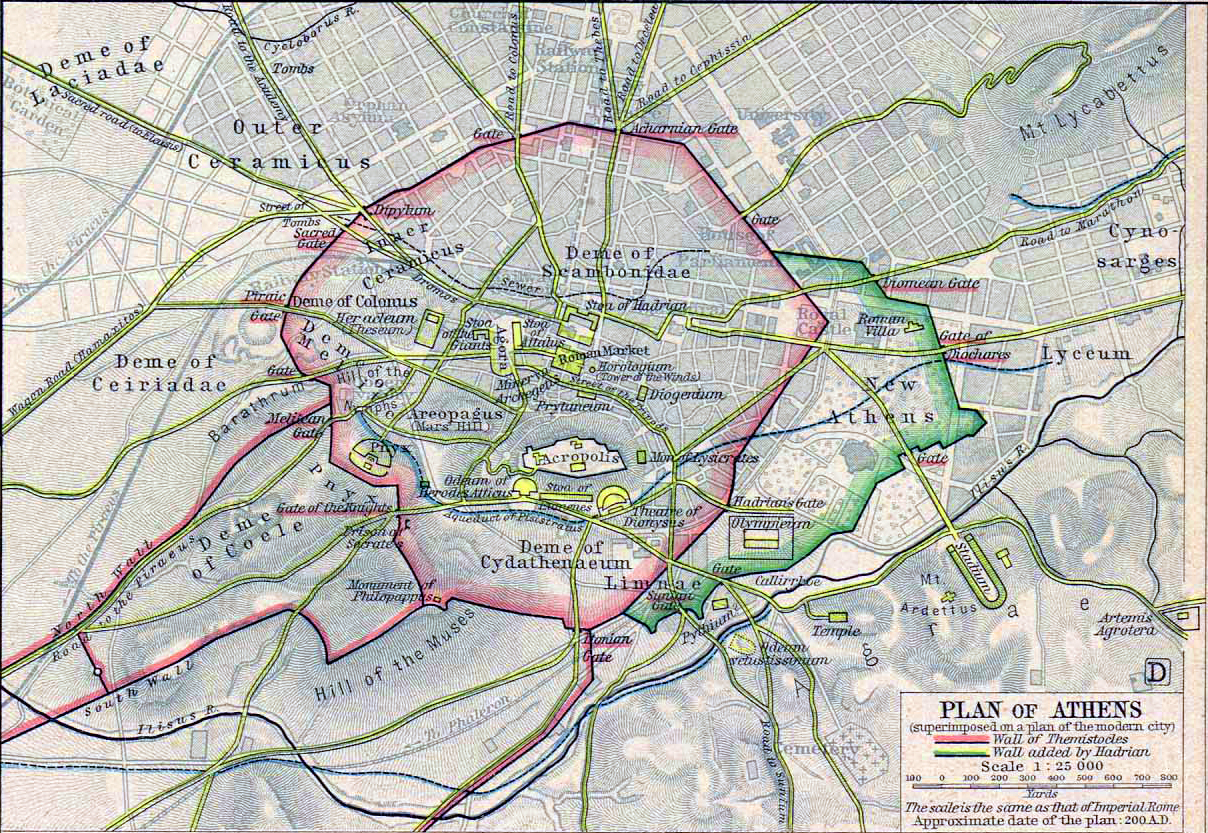
Questa mappa mostra come era suddivisa in demi l'antica città di Atene

Con la riforma democratica di Clistene (508/507 a.C.) i demi divennero divisioni amministrative ufficiali e Atene venne per la prima volta suddivisa in demi; la riforma istituì un totale di 139 demi. Secondo Strabone nel III secolo a.C. il loro numero era aumentato a 174. Anche dopo la fine dell'indipendenza ateniese i demi sopravvissero come distretti amministrativi in epoca romana.
I demi di Clistene, che sostituirono le antiche suddivisioni della popolazione basate sui gruppi familiari (fratrie), venivano rappresentati nella bulé in proporzione alle loro dimensioni.
Tutti i cittadini ateniesi al momento della maggiore età erano iscritti a un demo come requisito fondamentale per la cittadinanza; l'iscrizione al demo rimaneva uguale per tutta la vita di un Ateniese, anche se andava ad abitare in un altro demo.
Ciascun demo aveva i propri culti e le proprie forze di polizia ed era governato da un demarco. Avevano competenze in materia dei registri di proprietà, utilizzati per le tassazioni. Alcuni di essi erano vere e proprie città o importanti centri religiosi (Eleusi, Acarne, Ramnunte).
Ogni demo apparteneva a una delle trenta trittie, tre delle quali (una dell'interno, una della costa e una della città) componevano una delle dieci tribù. I 50 membri della Boulé spettanti a ogni tribù erano distribuiti tra i demi in proporzione alla popolazione residente.

## Importanza dei demi nella politica di Atene

### Prima di Clistene
L'Attica, regione imperniata su tre pianure (pianura eleusina, pianura di Atene e pianura orientale), fu unificata nel VII secolo a.C. Inizialmente l'aristocrazia ateniese estromise dal governo quella delle altre due pianure, dato che poteva agilmente controllare l'Areopago e l'Ecclesia, che si riunivano in città.
Questo controllo durò finché Pisistrato, proveniente da Braurone, riuscì a catturare l'acropoli e ad instaurare la sua tirannide.
Alla fine del VI secolo a.C. Clistene, appartenente alla famiglia degli Alcmeonidi, che avevano ampi possedimenti nella piana di Atene, sconfisse il suo rivale Isagora, di Braurone, e promosse delle riforme in senso democratico, anche se alcune sembrano mosse di "giocoleria elettorale".

### V secolo a.C.
Nei settant'anni successivi alla riforma di Clistene quasi tutti i politici ateniesi provenivano dai demi della città o nei dintorni di essa, visto che gli abitanti dei demi più lontani avevano difficoltà a raggiungere la città per esercitare i loro diritti politici. In questo periodo ci furono solo due eccezioni notevoli: il polemarco Callimaco di Afidna, che forse aveva stretto accordi colle famiglie della città, e Temistocle di Frearri, che durante la sua carriera fu in costante contrasto colle suddette. Erodoto riferisce che un giorno Temistocle litigò con Timodemo di Afidna e i due si accusarono a vicenda di non essere veri ateniesi.
Durante la guerra archidamica (431-421 a.C.) l'ammassamento di un gran numero di persone di tutta l'Attica dentro le Lunghe Mura portò un cambiamento: in questo decennio il numero di politici provenienti da fuori città aumentò considerevolmente (tra loro Demostene di Afidna, Eurimedonte di Mirrinunte e Conone di Anaflisto).
La tensione tra i politici della città e quelli dell'esterno crebbe e probabilmente influenzò il colpo di stato dei Quattrocento, portato avanti principalmente da Antifonte di Ramnunte, Frinico di Diradiote e Aristarco di Decelea.
Anche tra i Trenta tiranni la figura di maggior spicco, Crizia, non proveniva dalla città, ma da Fegunte (demo di localizzazione incerta).

### IV secolo a.C.
L'appartenenza a un demo era ereditaria, ma, a causa della guerra del Peloponneso molti abitanti dell'Attica cambiarono demo di residenza; nel IV secolo a.C., quindi, è facile trovare relazioni di parentela tra persone che appartenevano allo stesso demo ma vivevano in luoghi dell'Attica molto distanti da quel demo.
Anche nel IV secolo a.C., comunque, sembra persistere una sorta di complesso di inferiorità da parte degli abitanti del nord dell'Attica nei confronti di quelli della città: in un'iscrizione riportante gli anfizioni ateniesi a Delo nel 377-373 a.C. tutti gli Ateniesi sono indicati con nome, patronimico e demotico, ma uno di loro, Alcmeonide (nome che richiama una potente famiglia della città, gli Alcmeonidi di Clistene e di Alcibiade), aveva come demotico un generico "di Atene" invece che "di Afidna" (demo del nord).

## Demi ritenuti autentici

### Dal 507 al 307 a.C.
| Tribù       | Mesogea                                                                            | Paralia                                                              | Asty                                                                                               |
| Eretteide   | Cefisia?: Cefisia, Pergase superiore, Pergase inferiore, Fegunte, Sibride          | ?: Anagirunte, Cedi, Lamptra superiore, Lamptra inferiore, Pambotade | ?: Agrile superiore, Agrile inferiore, Evonimo, Temaco                                             |
| Egeide      | Epacria: Erchia, Gargetto, Icario, Ionide, Cidantide, Mirrinutta, Plotia, Titra    | ?: Ale Arafenide, Arafene, Otrine, Fegea, Filaide                    | ?: Ancile superiore, Ancile inferiore, Bate, Diomea, Ericea, Estiea, Collito, Colono               |
| Pandionide  | Peania: Contile, Citero, Oa, Peania superiore, Peania inferiore                    | Mirrinunte: Angele, Mirrinunte, Prasie, Probalinto, Stiria           | Cidateneo?: Cidateneo                                                                              |
| Leontide    | Ecale?: Etalide, Collide, Eupiride, Ecale, Ibade, Colone, Cropide, Peonide, Pelece | Frearri: Diradiote, Potamo Diradiote, Frearri, Sunio                 | Scambonide: Alimunte, Cetto, Leuconoe, Eo Ceramico, Potamo superiore, Potamo inferiore, Scambonide |
| Acamantide  | Sfetto: Eitea, Agnunte, Cicinna, Prospalta, Sfetto                                 | Torico: Cefale, Poro, Torico                                         | Colargo: Colargo, Ireside, Ermo, Ifistiade, Ceramico                                               |
| Eneide      | Pedion: Acarne                                                                     | Tria: Cotocide, Oe, File, Tria                                       | Laciade: Butade, Epicefisia, Ippotomade, Laciade, Lusia, Peritede, Ptelea, Tirmide                 |
| Cecropide   | ?: Atmono, Epicide, Flia, Pito, Sipaletto, Trinemea                                | Essone?: Essone, Ale Essonide                                        | Melite?: Dedalide, Melite, Xipete                                                                  |
| Ippotontide | Decelea?: Anacea, Ereade, Decelea, Eo Deceleico                                    | Eleusi: Acherdunte, Auride, Azenia, Eleunte, Eleusi, Copro, Enoe     | Pireo: Amaxantia, Ciriade, Cele, Coridallo, Pireo, Timetade                                        |
| Aiantide    | Afidna?: Afidna                                                                    | Tetrapoli: Maratona, Enoe, Ramnunte, Tricorinto                      | Falero?: Falero                                                                                    |
| Antiochide  | Pallene: Eitea, Ereade, Colone, Crioa, Pallene, Semachide                          | Anaflisto: Egilia, Anfitrope, Anaflisto, Atene, Besa, Tore           | Alopece: Alopece                                                                                   |

### Dal 307 al 224 a.C.
| Tribù       | Mesogea                                                                               | Paralia                                                | Asty                                                                              |
| Eretteide   | Cefisia, Pergase superiore, Fegunte, Sibride                                          | Anagirunte, Cedi, Lamptra inferiore, Pambotade         | Agrile superiore, Evonimo, Temaco                                                 |
| Egeide      | Erchia, Ionide, Cidantide, Mirrinutta, Plotia, Titra                                  | Ale Arafenide, Arafene, Otrine, Fegea, Filaide         | Ancile inferiore, Bate, Ericea, Estiea, Collito, Colono                           |
| Pandionide  | Contile, Oa, Peania inferiore                                                         | Angele, Mirrinunte, Prasie, Probalinto, Stiria         |                                                                                   |
| Leontide    | Collide, Eupiride, Ecale, Ibade, Cropide, Peonide, Pelece, Colone                     | Frearri, Sunio                                         | Alimunte, Cetto, Leuconoe, Potamo superiore, Scambonide                           |
| Acamantide  | Cicinna, Prospalta, Sfetto                                                            | Cefale, Torico                                         | Colargo, Ireside, Ermo, Ifistiade, Ceramico                                       |
| Eneide      | Acarne                                                                                | Oe, Tria,                                              | Butade, Epicefisia, Laciade, Lusia, Peritede, Ptelea, Tirmide                     |
| Cecropide   | Atmono, Epicide, Flia, Pito, Sipaletto, Trinemea                                      | Essone, Ale Essonide                                   |                                                                                   |
| Ippotontide | Anacea, Ereade, Decelea, Eo Deceleico                                                 | Acherdunte, Azenia, Eleunte, Eleusi, Copro             | Amaxantia, Ciriade, Coridallo, Pireo, Timetade                                    |
| Aiantide    | Afidna                                                                                | Maratona, Enoe, Ramnunte, Tricorinto                   | Falero                                                                            |
| Antiochide  | Eitea, Ereade, Crioa, Pallene, Semachide                                              | Egilia, Anfitrope, Anaflisto, Besa                     | Alopece                                                                           |
| Antigonide  | Pergase inferiore, Gargetto, Icario, Citero, Peania superiore, Etalide, Eitea, Colone | Lamptra superiore, Diradiote, Potamo Diradiote, Auride | Agrile inferiore, Ancile superiore, Cidateneo                                     |
| Demetriade  | Agnunte                                                                               | Poro, Cotocide, File, Enoe, Atene, Tore                | Diomea, Eo Ceramico, Potamo inferiore, Ippotomade, Dedalide, Melite, Xipete, Cele |

### Dal 224 al 201 a.C.
| Tribù       | Mesogea                                                                       | Paralia                                                | Asty                                                                              |
| Eretteide   | Cefisia, Pergase superiore, Fegunte, Sibride                                  | Anagirunte, Cedi, Lamptra inferiore, Pambotade         | Agrile superiore, Evonimo                                                         |
| Egeide      | Erchia, Ionide, Mirrinutta, Plotia, Titra                                     | Ale Arafenide, Arafene, Otrine, Fegea, Filaide         | Ancile inferiore, Bate, Ericea, Estiea, Collito, Colono                           |
| Pandionide  | Oa, Peania inferiore                                                          | Angele, Mirrinunte, Prasie, Probalinto, Stiria         |                                                                                   |
| Leontide    | Collide, Eupiride, Ibade, Cropide, Peonide, Pelece, Colone                    | Frearri, Sunio                                         | Alimunte, Cetto, Leuconoe, Potamo superiore, Scambonide                           |
| Acamantide  | Cicinna, Sfetto                                                               | Cefale, Torico                                         | Colargo, Ireside, Ermo, Ifistiade, Ceramico                                       |
| Eneide      | Acarne                                                                        | Oe, Tria,                                              | Epicefisia, Laciade, Lusia, Peritede, Ptelea, Tirmide                             |
| Cecropide   | Atmono, Epicide, Pito, Sipaletto, Trinemea                                    | Essone, Ale Essonide                                   |                                                                                   |
| Ippotontide | Anacea, Ereade, Decelea                                                       | Acherdunte, Azenia, Eleunte, Eleusi, Copro             | Amaxantia, Ciriade, Coridallo, Pireo, Timetade                                    |
| Aiantide    |                                                                               | Maratona, Ramnunte, Tricorinto                         | Falero                                                                            |
| Antiochide  | Eitea, Ereade, Crioa, Pallene, Semachide                                      | Anfitrope, Anaflisto, Besa                             | Alopece                                                                           |
| Antigonide  | Pergase inferiore, Gargetto, Icario, Citero, Peania superiore, Etalide, Eitea | Lamptra superiore, Diradiote, Potamo Diradiote, Auride | Agrile inferiore, Ancile superiore, Cidateneo                                     |
| Demetriade  | Agnunte                                                                       | Poro, Cotocide, File, Enoe, Atene, Tore                | Diomea, Eo Ceramico, Potamo inferiore, Ippotomade, Dedalide, Melite, Xipete, Cele |
| Tolemaide   | Cidantide, Ecale, Prospalta, Flia, Eo Deceleico, Afidna, Colone               | Contile, Enoe, Egilia                                  | Temaco, Butade                                                                    |

### Sistemazione provvisoria nel 201 a.C.
| Tribù       | Mesogea                                                             | Paralia                                                           | Asty                                                                                   |
| Eretteide   | Cefisia, Pergase superiore, Fegunte, Sibride, Pergase inferiore     | Anagirunte, Cedi, Lamptra inferiore, Pambotade, Lamptra superiore | Agrile superiore, Evonimo, Agrile inferiore                                            |
| Egeide      | Gargetto, Erchia, Ionide, Mirrinutta, Plotia, Titra, Icario         | Ale Arafenide, Arafene, Otrine, Fegea, Filaide                    | Ancile inferiore, Bate, Ericea, Estiea, Collito, Colono, Ancile superiore, Diomea      |
| Pandionide  | Oa, Peania inferiore, Citero, Peania superiore                      | Angele, Mirrinunte, Prasie, Stiria, Probalinto                    | Cidateneo                                                                              |
| Leontide    | Collide, Eupiride, Ibade, Cropide, Peonide, Pelece, Etalide, Colone | Frearri, Diradiote, Potamo Diradiote, Sunio                       | Alimunte, Cetto, Leuconoe, Potamo superiore, Scambonide, Eo Ceramico, Potamo inferiore |
| Acamantide  | Cicinna, Sfetto, Eitea, Agnunte                                     | Cefale, Torico, Poro                                              | Colargo, Ireside, Ermo, Ifistiade, Ceramico                                            |
| Eneide      | Acarne                                                              | Oe, Tria, Cotocide, File                                          | Epicefisia, Laciade, Lusia, Peritede, Ptelea, Ippotomade, Tirmide                      |
| Cecropide   | Epicide, Pito, Sipaletto, Trinemea, Atmono                          | Essone, Ale Essonide                                              | Dedalide, Melite, Xipete                                                               |
| Ippotontide | Anacea, Ereade, Decelea                                             | Acherdunte, Azenia, Eleunte, Eleusi, Copro, Auride, Enoe          | Amaxantia, Ciriade, Pireo, Timetade, Cele, Coridallo                                   |
| Aiantide    |                                                                     | Maratona, Ramnunte, Tricorinto, Enoe                              | Falero                                                                                 |
| Antiochide  | Eitea, Ereade, Crioa, Pallene, Semachide                            | Anfitrope, Anaflisto, Besa, Atene, Tore                           | Alopece                                                                                |
| Tolemaide   | Cidantide, Ecale, Prospalta, Flia, Afidna, Colone, Eo Deceleico     | Contile, Egilia                                                   | Temaco, Butade                                                                         |

### Dal 201 a.C. al 126 d.C.
| Tribù       | Mesogea                                                             | Paralia                                                           | Asty                                                                                   |
| Eretteide   | Cefisia, Pergase superiore, Fegunte, Sibride, Pergase inferiore     | Anagirunte, Cedi, Lamptra inferiore, Pambotade, Lamptra superiore | Agrile superiore, Evonimo                                                              |
| Egeide      | Gargetto, Erchia, Ionide, Mirrinutta, Plotia, Titra                 | Ale Arafenide, Arafene, Otrine, Fegea, Filaide                    | Ancile inferiore, Bate, Ericea, Estiea, Collito, Colono, Ancile superiore, Diomea      |
| Pandionide  | Oa, Peania inferiore, Citero, Peania superiore                      | Angele, Mirrinunte, Prasie, Stiria                                | Cidateneo                                                                              |
| Leontide    | Collide, Eupiride, Ibade, Cropide, Peonide, Pelece, Etalide, Colone | Frearri, Diradiote, Potamo Diradiote                              | Alimunte, Cetto, Leuconoe, Potamo superiore, Scambonide, Eo Ceramico, Potamo inferiore |
| Acamantide  | Cicinna, Sfetto, Eitea                                              | Cefale, Torico, Poro                                              | Colargo, Ireside, Ermo, Ifistiade, Ceramico                                            |
| Eneide      | Acarne                                                              | Oe, Tria, Cotocide, File                                          | Epicefisia, Laciade, Lusia, Peritede, Ptelea, Ippotomade                               |
| Cecropide   | Epicide, Pito, Sipaletto, Trinemea                                  | Essone, Ale Essonide                                              | Dedalide, Melite, Xipete                                                               |
| Ippotontide | Anacea, Ereade, Decelea                                             | Acherdunte, Azenia, Eleunte, Eleusi, Copro, Auride, Enoe          | Amaxantia, Ciriade, Pireo, Timetade, Cele                                              |
| Aiantide    |                                                                     | Maratona, Ramnunte, Tricorinto                                    | Falero                                                                                 |
| Antiochide  | Eitea, Ereade, Crioa, Pallene, Semachide                            | Anfitrope, Anaflisto, Besa, Tore                                  | Alopece                                                                                |
| Tolemaide   | Cidantide, Ecale, Prospalta, Flia, Afidna, Colone                   | Contile, Egilia                                                   | Temaco, Butade                                                                         |
| Attalide    | Atmono, Eo Deceleico, Icario, Agnunte                               | Probalinto, Sunio, Enoe, Atene                                    | Tirmide, Coridallo, Agrile inferiore, Apolloniei                                       |

### Dopo il 126 d.C.
| Tribù       | Mesogea                                                             | Paralia                                                 | Asty                                                                              |
| Eretteide   | Cefisia, Pergase superiore, Fegunte, Sibride, Pergase inferiore     | Anagirunte, Cedi, Lamptra inferiore, Lamptra superiore  | Agrile superiore, Evonimo                                                         |
| Egeide      | Gargetto, Erchia, Ionide, Mirrinutta, Plotia, Titra                 | Ale Arafenide, Arafene, Otrine, Filaide                 | Ancile inferiore, Bate, Ericea, Estiea, Collito, Colono, Ancile superiore, Diomea |
| Pandionide  | Peania inferiore, Citero, Peania superiore                          | Angele, Mirrinunte, Prasie, Stiria                      | Cidateneo                                                                         |
| Leontide    | Collide, Eupiride, Ibade, Cropide, Peonide, Pelece, Etalide, Colone | Frearri, Diradiote, Potamo Diradiote                    | Alimunte, Cetto, Leuconoe, Potamo superiore, Eo Ceramico, Potamo inferiore        |
| Acamantide  | Cicinna, Sfetto                                                     | Cefale, Torico, Poro                                    | Colargo, Ireside, Ermo, Ifistiade, Ceramico                                       |
| Eneide      | Acarne                                                              | Oe, Cotocide, File                                      | Epicefisia, Laciade, Lusia, Peritede, Ptelea, Ippotomade                          |
| Cecropide   | Epicide, Pito, Sipaletto, Trinemea                                  | Essone, Ale Essonide                                    | Melite, Xipete                                                                    |
| Ippotontide | Anacea, Ereade, Decelea                                             | Acherdunte, Azenia, Eleusi, Copro, Auride, Enoe         | Amaxantia, Ciriade, Pireo, Timetade, Cele                                         |
| Aiantide    |                                                                     | Maratona, Ramnunte                                      | Falero                                                                            |
| Antiochide  | Eitea, Ereade, Crioa, Pallene, Semachide                            | Anfitrope, Anaflisto, Tore                              | Alopece                                                                           |
| Tolemaide   | Cidantide, Ecale, Prospalta, Flia, Colone                           | Contile, Egilia                                         | Temaco, Butade                                                                    |
| Attalide    | Atmono, Eo Deceleico, Agrile inferiore, Icario, Agnunte             | Probalinto, Sunio, Atene                                | Tirmide, Coridallo, Apolloniei                                                    |
| Adrianide   | Oa, Eitea, Afidna                                                   | Pambotade, Fegea, Tria, Eleunte, Enoe, Tricorinto, Besa | Scambonide, Dedalide, Antinoide                                                   |

## Demi ritenuti spuri per tribù

### Pandionide
- Grae e Fegea sono attestati nel catalogo del 201/200 a.C. probabilmente per errore dello scalpellino.[10]
- Caletea è attestato in due trascrizioni recenti e probabilmente errate.[10]

### Acamantide
- Racide è noto in una sola citazione nel Lexicon di Fozio di Costantinopoli.[11]
- Cirtide è attestato nel tardo periodo romano ma non ci sono prove che sia esistito prima del II secolo d.C. né che sia mai stato un demo attico.[12]

### Eneide
- Si è supposto l'esistenza di una seconda File sulla base una lettura infelice.[12]
- Perride è attestata solo in una lista del 303/302 a.C., probabilmente per errore dello scalpellino nel trascrivere Tirmide.[12]

### Cecropide
- Le lunghezze relative delle colonne nella lista dei consiglieri del 335/4 suggerisce l'esistenza di altri due demi.[13]
- Si è suggerita, sulla sola base di una singola lettera nella trascrizione di un'iscrizione persa, l'esistenza di una seconda Cicinna.[14]
- Non ci sono sufficienti basi neanche per l'ipotesi di una suddivisione di Trinemea.[14]
- Più solida l'ipotesi di un'eventuale seconda Sipaletto, che però venne respinta da John S. Traill.[15]

### Ippotontide
- Agriade, che compare nell'edizione di Bekker dell'Anecdota Graeca, è un ovvio errore per Auride.[16]
- Un'iscrizione tardo romana riporta Pol(--) ma non è chiaro a che demo faccia riferimento.[16]
- Il riferimento ad Anacea sembra essere un errore per Anagirunte.[16]
- Amimone e Sfendale sono attestati nel II e nel III secolo d.C., ma probabilmente non sono mai stati dei demi attici regolari.[16]

### Aiantide
- Cicala è attestata due volte ma probabilmente non è mai stato un demo attico regolare.[17]
- Perride, Tirgonide e Titacide sono citati dai lessicografi; è probabile che non siano mai stati dei demi regolari. Lo stesso vale per Petalide, attestato come nome di luogo.[18]
- La città di Psafi, al confine colla Beozia, compare come demo in un'iscrizione tardo romana, ma non era un demo attico regolare.[18]

### Antiochide
- Una seconda Atene e un De(--) sono stati poi provati come risultato di una lettura erronea.[19]
- Era spurio anche Lecco, attestato in Esichio di Alessandria.[19]
- Leucopira, Ergade e Firrisnesi compaiono solo in iscrizioni del II e III secolo d.C. e non sono mai stati demi regolari.[19]
- Melene e Pentele sono nomi più antichi, ma anch'essi diventano villaggi solo nel tardo periodo romano.[19]